# هربرت سیریل تاکر
هربرت سیریل تاکر (انگلیسی: Herbert Cyril Thacker; ۱۶ سپتامبر ۱۸۷۰ – ۲ ژوئن ۱۹۵۳) فرد نظامی اهل کانادا بود. وی همچنین برندهٔ جوایزی همچون نشان گنجینه مقدس شده‌است.